# Alexandre Bernaix
Alexandre Bernaix, né le 23 mars 1831 à Ruy dans l'Isère et mort le 3 octobre 1905 à Ruy, est un rosiériste français qui a marqué l'histoire de la rose dans la région lyonnaise dans la seconde moitié du XIXe siècle.

## Biographie

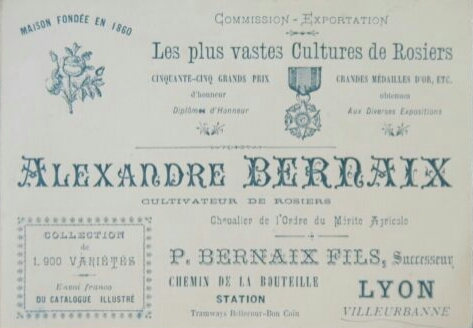
Carte de visite de la maison Bernaix.

Jean Alexandre Bernaix est le fils d'un tailleur d'habits, Fleury Bernaix, et de son épouse née Rose Madeleine Gaget. Il fait son apprentissage auprès de l'horticulteur Pouizat et épouse à Villeurbanne en 1855 Marie Tardy, ouvrière en soie. Cinq ans plus tard, il ouvre sa pépinière dans cette même ville. Il se spécialise peu à peu dans l'obtention de roses dont certaines sont greffées par Guillot père. Sa pépinière dispose de 3 hectares, portée à 5 hectares par la suite.
Il est membre de diverses sociétés de secours mutuel (celle de Villeurbanne, des horticulteurs lyonnais, etc.), membre du comité administratif de la société des rosiéristes français, de l'association horticole lyonnaise, etc. Il siège au conseil municipal de Villeurbanne. En 1888, il est fait chevalier du Mérite agricole et reçoit la médaille du Congrès en 1904. Il prend sa retraite en 1895 dans son village natal (dont il devient maire), laissant la direction de son entreprise à son fils Pierre (né en 1873 et mort en 1935) qui le secondait déjà. Pierre-Joseph Orard y fait alors ses premières armes.

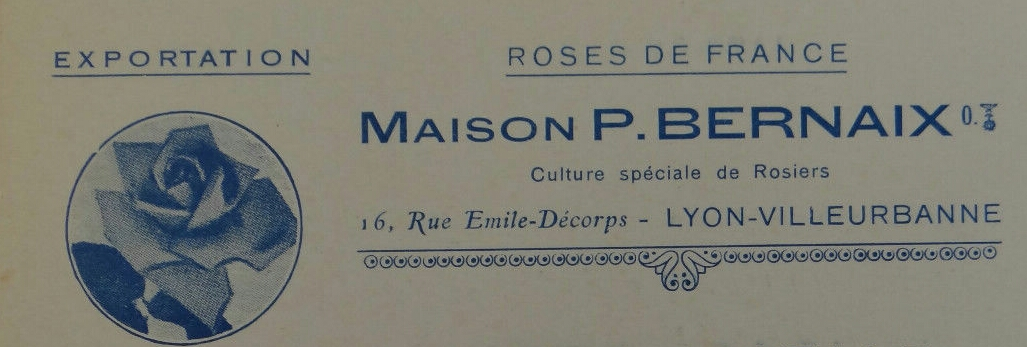
En-tête des établissements Bernaix en 1920.

Il meurt à Ruy, le 3 octobre 1905. Une rue de Villeurbanne lui est dédiée dans le quartier Grandclément.

## Distinctions
- Chevalier de l'ordre du Mérite agricole

## Obtentions

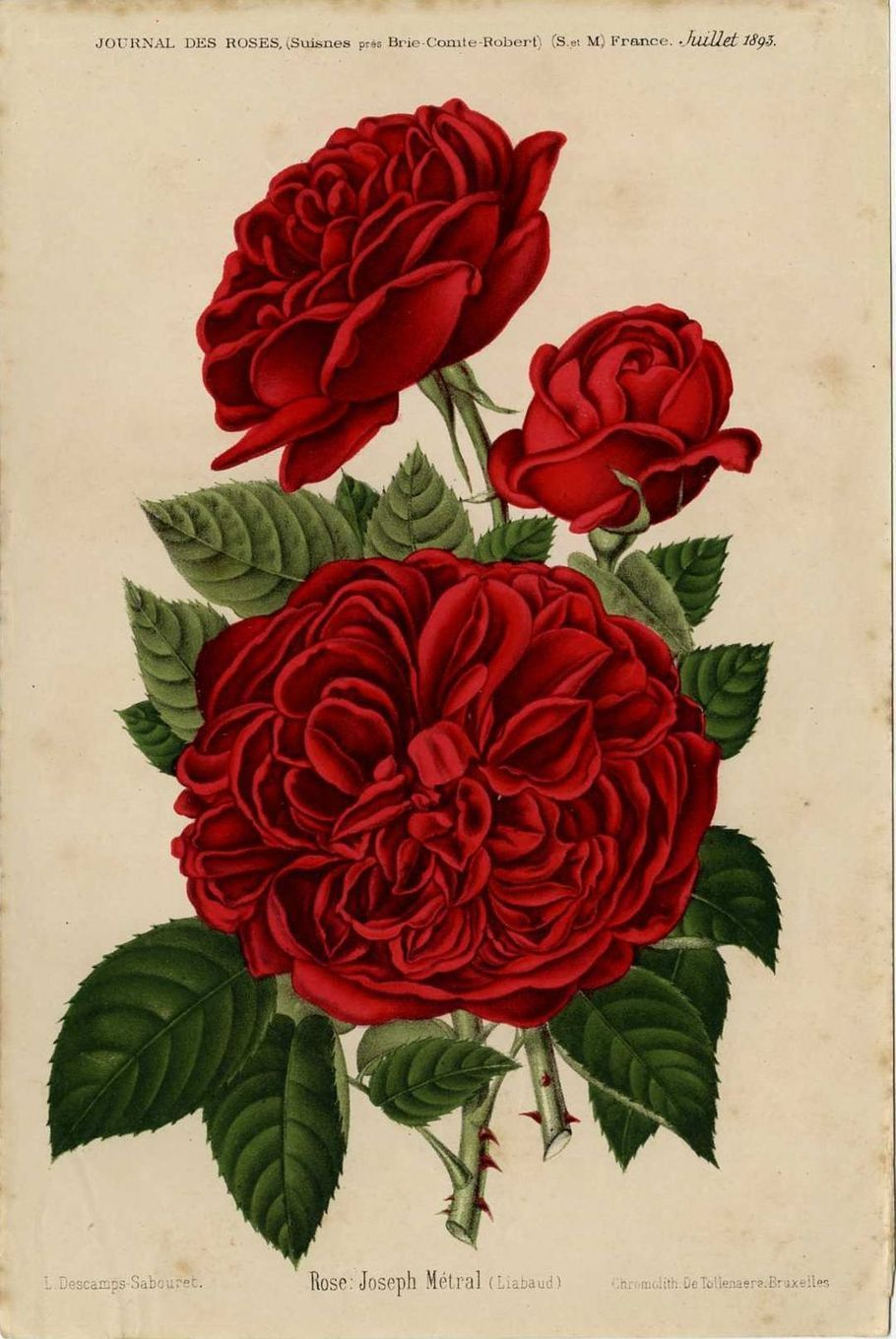
Rose 'Joseph Métral', obtenue en 1887 et mise au commerce en 1888, Journal des roses (juillet 1893).

Alexandre Bernaix est le créateur de plus d'une soixantaine de roses dont certaines sont toujours commercialisées. L'on peut citer : 'Souvenir de Madame Joseph Métral' (1882, rosier thé rouge), 'Mademoiselle Joséphine Burland' (1886, polyantha blanc), 'Madame Scipion Cochet' (1886, rosier thé jaune et rose), 'Mademoiselle Claire Jacquier' (1887, polyantha jaune), 'Duchesse d'Auerstaedt' (1887, Noisette jaune), 'Joseph Métral' (1888, rosier thé rouge), 'Madame Victor Caillet' (1891, rosier thé rose), 'Monsieur Aimé Colcombet' (1891, rosier thé rouge), 'Monsieur Tillier' (1891, rosier thé rose carmin), 'Comtesse de Galard-Béarn' (1893, Noisette jaune crème), 'Marquise de Chaponnay' (1894, rosier thé saumoné), 'Baronne Gustave de Saint-Paul' (1894, hybride remontant rose pâle), 'Souvenir de Madame Léonie Viennot' (1898, rosier thé rose à nuances ambrées), la rose thé la plus connue de Bernaix.

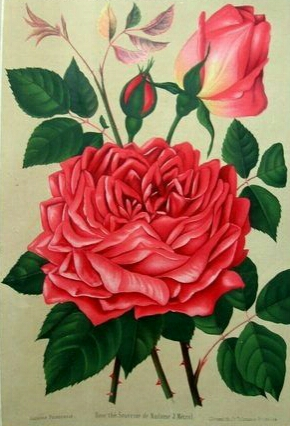
'Madame Joseph Métral' (1882)
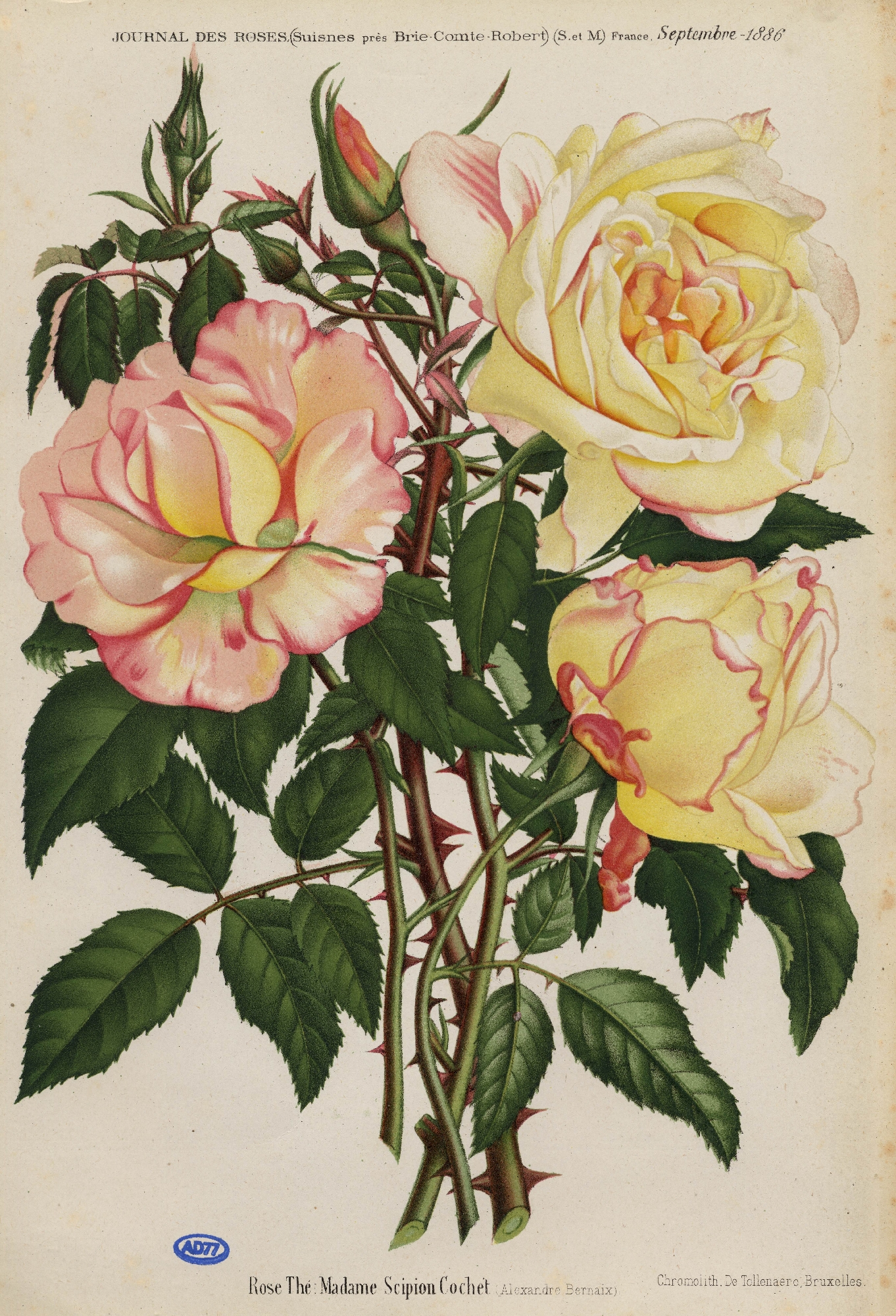
'Madame Scipion Cochet' (1886)
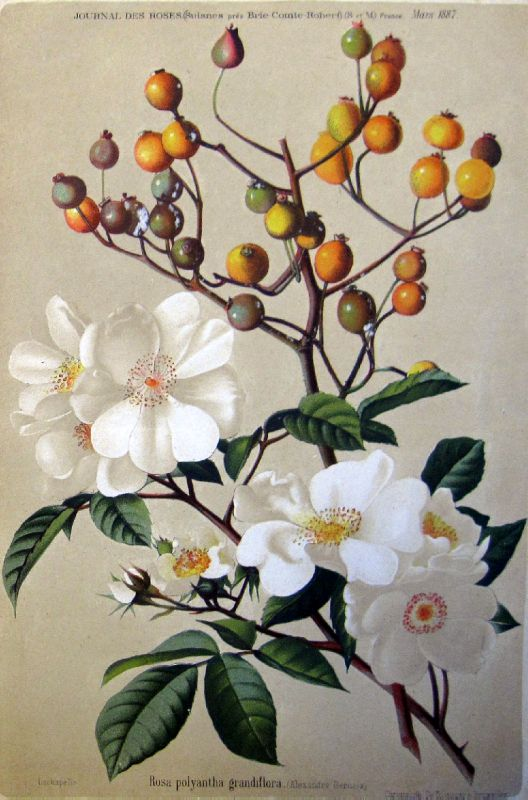
Rosa 'Polyantha Grandiflora' (1886)
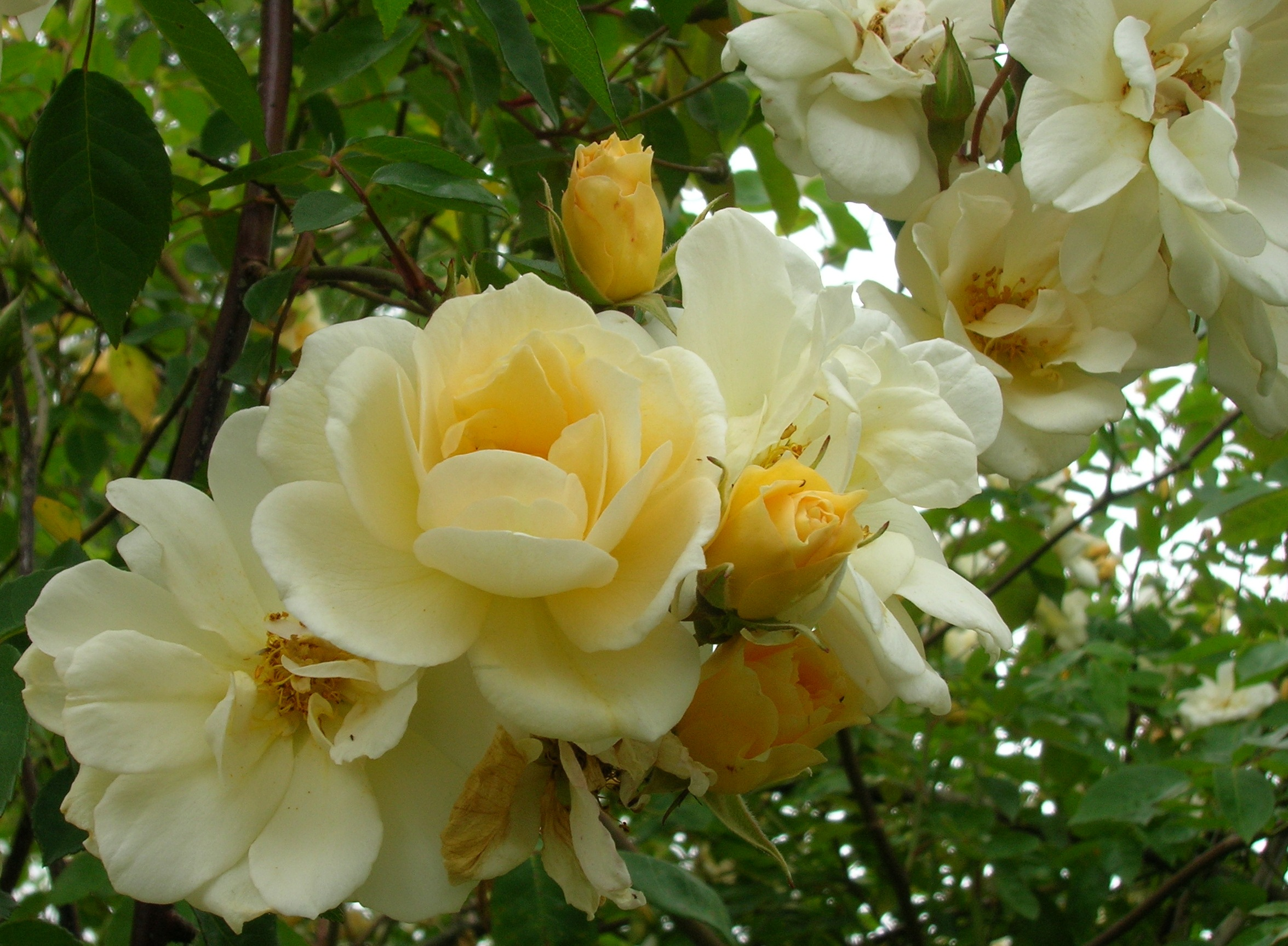
'Mademoiselle Claire Jacquier' (1887)
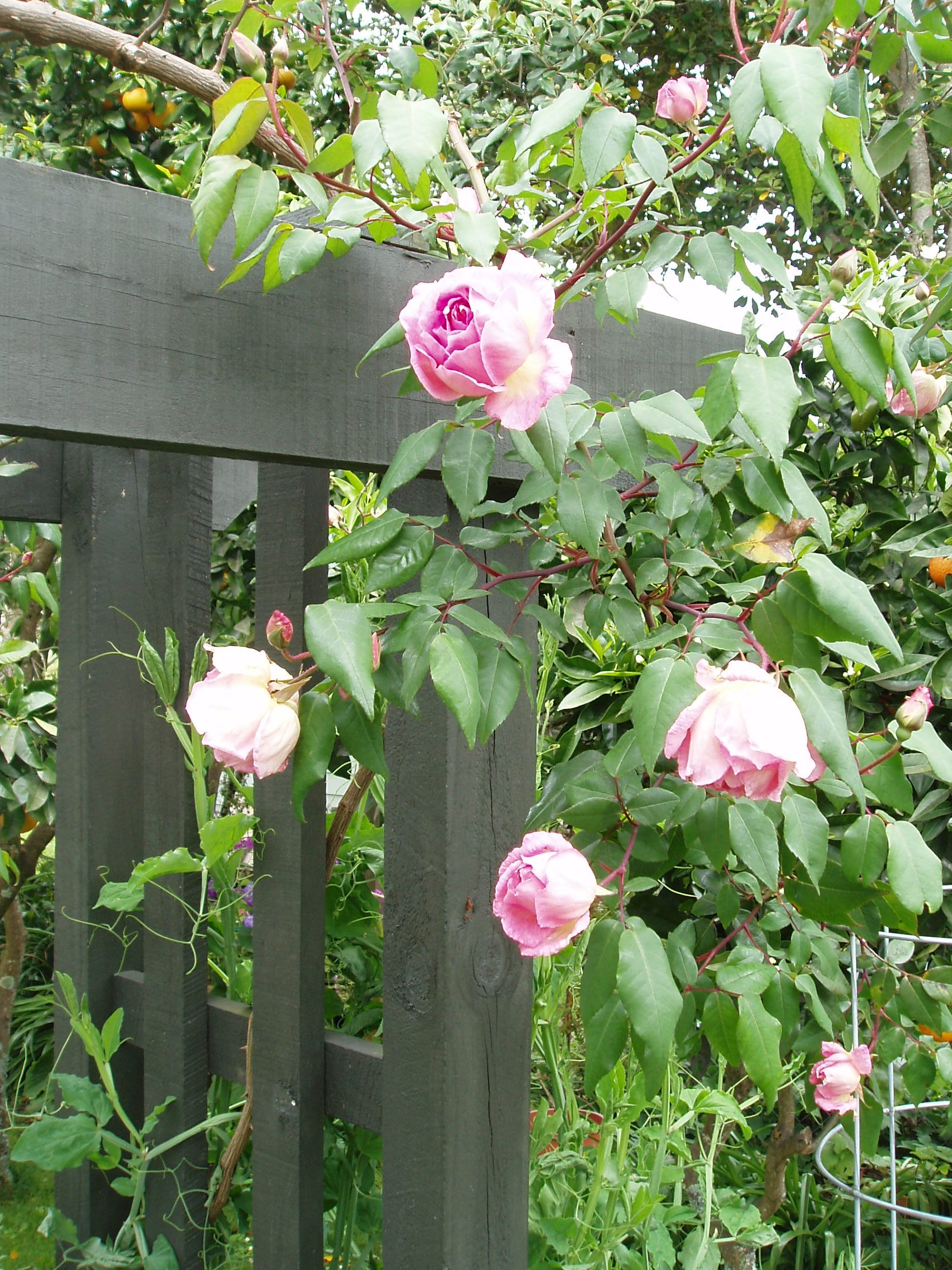
Rosa 'Souvenir de Madame Léonie Viennot' (1898)